# 閻若璩
閻 若璩（えん じゃくきょ、1636年11月1日（崇禎9年10月14日） - 1704年7月9日（康熙43年6月8日））は、中国清代初期の考証学者。字は百詩。号は潜邱。諱の若璩と字の百詩は、三国時代の魏の応璩が百一詩を作ったことにちなむ。

## 略歴
祖先は太原府太原県の人だが高祖父の閻翰から淮安府山陽県に住み始めたという。曾祖父は閻国順。祖父の閻世科は万暦年間の進士で参議となり、若璩を非常にかわいがり「一代の文人となり、我が家をおおいにせよ」と励ました。父は詩人の閻修齢。6歳から書を読んだが理解力が弱く病気がちであったところ、母が暗記を命じ声を出して読むことをやめさせ、10年たった15歳の冬、厳寒の中で我慢して読書していると、突然滞りなく理解できるようになったという。この年に学官に列せられ、弟子（ていし）となり経史を研究した。1662年（康熙元年）に北京に出て龔鼎孳と相知り有名になる。1678年（康熙17年）にふたたび上京し、博学鴻詞科を受験したが落第。後に北京にとどまり諸学者と交流した。この間、顧炎武の『日知録』を改訂したり、汪琬の『五服攷異』の誤謬を正した。また徐乾学が詔により『大清一統志』を編修したときに、胡渭らとともに従事した。
1703年12月（康熙42年11月）、皇四子胤禛（後の雍正帝）の招聘を応し、1704年3月（康熙43年2月）上京。同年7月（康熙43年6月）北京にて逝去、享年69。

## 学問
『尚書古文疏証』は、尚書古文25編が偽書であることを立証するために30余年を費やしたという、畢生の著作である。もう一つの主著として『四書釈地』があり、これは四書にある地理に関する考証などである。また『孟子生卒年月考』・『潜邱箚記』があり、後者は『日知録』と並び称せられる。朱熹を尊重する学者ではあるが、漢儒の方法によって書を読むことを主張し、顧炎武・黄宗羲の博識を模範とした。構想や規模では顧・黄に及ばないが、博学で細密な点に特長があり、清朝考証学の始祖の一人とされている。